# 머독 대학교
머독 대학교(Murdoch University)은 웨스턴오스트레일리아주의 주도 퍼스(Perth)의 교외 지역에 위치한 대학교이다. 퍼스에서 14km 정도 떨어진, 크위나나 고속도로 근처 사우스 스트리트를 따라 펼쳐져 있다. 머독 대학교는 1973년 웨스턴오스트레일리아주 내 두 번째 대학교로 시작하였으며, 1975년 첫 입학생을 받아들였다. 머독 대학교라는 이름은 저명한 오스트레일리아 학자이자 수필가인 월터 머독(1874년-1970년) 경의 이름을 따서 지었다. 머독 대학교 중앙 도서관 2층에 가면 그의 이름을 딴 서가를 볼 수 있다.
오스트레일리아에서 가장 넓은 캠퍼스를 갖고 있다. 면적은 2.27 제곱킬로미터에 달한다. 면적이 넓은 까닭은 웨스턴오스트레일리아주의 유일한 수의학과 보유 대학교이기 때문인데, 캠퍼스 남쪽 지역에는 가축을 기르기 위한 축사, 농장 및 재생 에너지 시설 등이 들어차 있다.

## 개요 및 특징
2007년 3월 현재 13,517명의 학생이 학교에 등록되어 있다. 그 중 2000 여 명 이상이 외국인 학생이다. 머독 대학에는 세 개의 주요 부문이 있다: 예술(인문, 사회과학, IT, 법학, 경영학 포함); 생명 과학; 공학이라는 세 개의 주요 부문이 있다.
머독 대학교의 초창기 건물들은 안마당 하나를 둘러싸고 건축되었는데, 그 안마당의 이름은 "덤불 마당"(Bush Court)이다. "덤불 마당"은 캠퍼스에서 가장 높은 지역에 위치한다. 공동체 의식을 도모하기 위한 목적으로, 각 건물들은 이 마당과 가로수로 덮인 베란다들을 통해 연결된다. 조글로 라하유(Joglo Rahayu, 조용한 궁전이라는 뜻)라는 이름의 중국식 정원도 캠퍼스 내에 있다.
머독 대학교에는 크게 세 개의 캠퍼스가 있다. 머독 캠퍼스 말고도, 록킹검 지역 캠퍼스가 있는데, 이 캠퍼스는 1996년 록킹검의 TAFE 캠퍼스 옆에 나란히 세워졌다. 이 캠퍼스에는 공학, 예술, 상업 부문의 건물들과 지역 도서관이 소재한다. 필 캠퍼스도 있는데, 이 캠퍼스는 만두라에 위치하며, 2004년 설치되었다. 이 캠퍼스로는 간호학과와 생명과학과 학생들이 다닌다.
법학과, 미술학과, 정보 공학학과, 자연과학과, 바이오 공학학과, 심리학과 , 공학과, 수의학과, 카이로프랙틱학과, 반테러학과 등의 학부 과정 및 약학과, 매스 커뮤니케이션과, 경영(통상)학과 대학원 과정이 있다.
오스트레일리아의 졸업생 진로 위원회(Graduate Careers Council of Austrailia)가 머독 대학의 신문방송학과가 오스트레일리아의 신문방송학과 중 5위 안에 든다고 디 오스트레일리안 신문에 보도된 바 있다. 많은 수의 수업이 외부에 공개되어 있으며 온라인을 통해 학습이 가능하도록 되어 있다.
머독 대학은 ACICS(Australian Consortium for 'In-Country' Indonesian Studies)라는 프로그램이 시작된 곳이기도 하다. 이 비영리 콘소시엄은 인도네시아의 족자카르타와 말랑에 소재한 파트너 대학들과 함께 1994년 설립되었으며, 머독 대학교 학생들에게 한 학기 혹은 한 학기 이상의 인도네시아 지역 스터디 기회를 제공해 주고 있다.
머독 대학은 연구 중심 대학이다. 오스트레일리아 혁신 연구 대학의 멤버이기도 하다. (IRU Austrailia).

## 캠퍼스
캠퍼스는 머독, 로킹검, 필 세 곳에 있다. 머독 캠퍼스는 퍼스 중심부에서 15km 남쪽 머독에 위치해 있으며, 로킹검 캠퍼스는 퍼스 중심부에서 45km 남쪽의 로킹검 시에 위치해 있다. 필 캠퍼스는 퍼스 중심부에서 79km 남쪽에 위치해 있다.

## 연구
소프트웨어 공학, 생물정보학, 분자 생물학, 아시아 지역학, 지적재산권법학,제련 공학(extractive metallugy) 등에 집중하려 하고 있다.

## 같이 보기
- 오스트레일리아의 대학 목록